# Pawieł Żurawlow
Pawieł Matwiejewicz Żurawlow (ros. Павел Матвеевич Журавлёв; ur. 17 grudnia?/29 grudnia 1898 we wsi Krasnaja Sosna w guberni symbirskiej, zm. 1 lipca 1956 w Moskwie) – funkcjonariusz radzieckich służb specjalnych, generał major.

## Życiorys
Urodzony w rosyjskiej rodzinie chłopskiej, do 1917 uczeń gimnazjum w Kazaniu, następnie był żołnierzem Czerwonej Gwardii, w latach 1917–1918 pracował w sztabie Kazańskiego Okręgu Wojskowego, od lutego do sierpnia 1918 członek Okręgowego Kolegium Wojskowego w Kazaniu, równocześnie studiował na Wydziale Medycznym Uniwersytetu Kazańskiego. Po zajęciu Kazania przez białych zmobilizowany do białej armii i wyznaczony sanitariuszem szpitala wojskowego, zdezerterował, przeszedł przez linię frontu i wstąpił do Armii Czerwonej, od stycznia do marca 1919 sekretarz Wydziału Specjalnego Czeki 5 Armii, później pracował w Nadwołżańskim Okręgu Wojskowym, w maju 1919 wstąpił do RKP(b), od 1 kwietnia 1920 do 22 czerwca 1921 szef cenzury wojskowej Wydziału Specjalnego Czeki Zapasowej Armii Frontu Zachodniego, później szef cenzury wojskowej Wszechtatarskiej Czeki i pełnomocnik Wydziału Tajnego Wszechtatarskiej Czeki. Od 4 maja do 22 listopada 1922 szef Wydziału Tajnego Tatarskiego Obwodowego Oddziału GPU, później szef Wydziału Kontrwywiadowczego, od 29 stycznia 1923 do 27 maja 1924 Sekcji Tajno-Operacyjnej Tatarskiego Obwodowego Oddziału GPU, równocześnie od 18 września 1923 zastępca szefa, a od 28 maja do 22 września 1924 p.o. szefa Tatarskiego Obwodowego Oddziału GPU. Od października 1924 do marca 1925 zastępca szefa Sekcji Tajno-Operacyjnej GPU Krymskiej ASRR, od 28 marca do 3 października 1925 szef okręgowego oddziału GPU w Sewastopolu, od 1 grudnia 1925 do lipca 1927 2. sekretarz Pełnomocnego Przedstawicielstwa ZSRR na Litwie, rezydent Wydziału Zagranicznego (INO) OGPU w Kownie, od 1 sierpnia do 16 grudnia 1927 pełnomocnik sekcji INO OGPU ZSRR, od stycznia 1928 do 1930 2 sekretarz Pełnomocnego Przedstawicielstwa ZSRR i rezydent INO OGPU w Czechosłowacji, od lutego 1931 do listopada 1932 attaché Pełnomocnego Przedstawicielstwa ZSRR w Turcji – rezydent INO, od stycznia 1933 do stycznia 1938 2 sekretarz Pełnomocnego Przedstawicielstwa ZSRR we Włoszech i rezydent INO, od 20 grudnia 1936 major bezpieczeństwa państwowego.
W 1938 zastępca szefa 3 Oddziału 5 Wydziału Głównego Zarządu Bezpieczeństwa Państwowego, od listopada 1938 do stycznia 1939 zastępca szefa 7 Oddziału 5 Wydziału 1751355/15, od 10 stycznia 1939 do 23 kwietnia 1940 szef 2 Oddziału 5 Wydziału 1751355/15, od 23 kwietnia 1940 do 27 lutego 1941 szef Oddziału 1 Wydziału 5 Głównego Zarządu Bezpieczeństwa Państwowego, od 1 marca do 11 sierpnia 1941 szef 1 Oddziału 1 Wydziału Pierwszego Zarządu NKGB ZSRR, od 11 sierpnia 1941 do 1 maja 1942 szef Oddziału 1 i zastępca szefa Wydziału 1 Zarządu 1 NKWD ZSRR. Od 1 maja 1942 do października 1943 I sekretarz Pełnomocnego Przedstawicielstwa ZSRR w Iranie, rezydent NKWD/NKGB, 14 lutego 1943 awansowany na pułkownika bezpieczeństwa państwowego, od października 1943 do listopada 1945 I sekretarz Misji ZSRR w Egipcie, rezydent NKGB, 25 kwietnia 1944 mianowany komisarzem bezpieczeństwa państwowego, a 9 lipca 1945 generałem majorem. Od listopada 1945 do czerwca 1946 w rezerwie, od 27 czerwca 1946 do 25 czerwca 1947 zastępca 1 Głównego Zarządu MGB ZSRR i przedstawiciel 1 Głównego Zarządu w Baku, od 24 lipca 1947 do 2 listopada 1951 szef Zarządu 5 Komitetu Informacji przy Radzie Ministrów/Ministerstwie Spraw Zagranicznych ZSRR, równocześnie od 13 marca 1950 do 29 października 1953 zastępca szefa Komitetu Informacji, zwolniony z powodu choroby jako inwalida II grupy. Pochowany na Cmentarzu Nowodziewiczym w Moskwie.

## Odznaczenia
- Order Lenina (12 maja 1945)
- Order Czerwonego Sztandaru (dwukrotnie – 19 stycznia 1945 i 20 lipca 1949)
- Order Wojny Ojczyźnianej I klasy (5 listopada 1944)
- Order „Znak Honoru” (26 kwietnia 1940)
- Odznaka „Honorowy Funkcjonariusz Czeki/GPU (V)” (1923)

i 4 medale.